# 毁灭瞬间
《毁灭瞬间》（英語：Destroyed in Seconds）是一档由探索频道制作的于2008年至2010年间播出的纪录片节目，共两季。主持人为罗纳德·德韦恩·皮茨。

## 内容
该纪录片展示了各种事物在几秒钟内被相当快地摧毁，例如飞机坠毁、建筑倒塌、船只失事、加油站火灾、赛车事故、洪水、工厂爆炸等。特点为使用真实事件的真实视频，以及解释为什么造成破坏。大多数视频都添加了音效。部分事件导致人员伤亡，所有事件均造成财产损失。
在每一起事件的开头，会讲清楚事件发生的地点，有时还会说出事件发生的日期和时间。如果该事件造成多人伤亡，那么节目会在事件发生的某一时间段内加入广告。